# Pétervására
Pétervására é uma cidade da Hungria, situada no condado de Heves. Tem 33,87 km² de área e sua população em 2019 foi estimada em 2.031 habitantes.